# رنان برتیو سوارس
رنان برتیو سوارس (پرتغالی: Renan Brito Soares؛ زادهٔ ۲۴ ژانویهٔ ۱۹۸۵) که به صورت ساده با نام رنان شناخته می‌شود، بازیکن فوتبال اهل برزیل است.
او در تیم‌های فوتبال اینترناسیونال، والنسیا و خرز سابقهٔ حضور دارد. این بازیکن همچنین در سال، ۲۰۰۸ برای، زیر ۲۳ سال برزیل به میدان رفته‌است